# Picross S
Picross S ist eine Videospielreihe von Nonogramm-Denkspielen für die Nintendo Switch. Die Reihe wird vom japanischen Entwicklerstudio Jupiter entwickelt und herausgegeben. Picross S ist die Nachfolgereihe zu Jupiters Picross-e-Reihe für den Nintendo 3DS. Seit Veröffentlichung des ersten Spiels im Jahr 2017 sind insgesamt neun Spiele der Picross-S-Hauptreihe erschienen. Neben diesen gibt es einige Ableger wie Crossover mit anderen Medienfranchisen.

## Spielprinzip

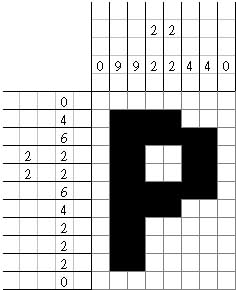
Ein Beispiel für ein gelöstes Nonogramm-Rätsel

Das Spielprinzip der Picross-S-Spiele basiert auf Nonogrammen, einem japanischen Logikrätsel. Nonogramme bestehen aus einem Gitter mehrerer Kästchen (zum Beispiel ein 10-×-10-Gitter). Zu jeder Zeile und jeder Spalte ist eine Zahlenreihe angegeben. Die Zahlenreihe gibt an, wie viele zusammenhängende Gruppen von Kästchen einer Zeile oder Spalte eingefärbt werden sollen. So gibt die Zahlenreihe „9“ an, dass in einer Zeile oder Spalte neun zusammenhängende Kästchen eingefärbt werden sollen. Die Zahlenreihe „3 2“ gibt hingegen an, dass in einer Zeile oder Spalte eine Gruppe von drei zusammenhängenden Kästchen und ein Paar von zusammenhängenden Kästchen eingefärbt werden sollen. Dabei liegt zwischen den Gruppen mindestens ein nicht eingefärbtes Kästchen. In den Spielen der Picross-S-Reihe kann der Spieler mithilfe des Steuerkreuzes oder Analog-Sticks sich durch die Kästchen bewegen und mithilfe verschiedener Tasten die Kästchen einfärben oder anderweitig markieren. Falls der Spieler meint, dass ein bestimmtes Kästchen nicht eingefärbt wird, so kann er dies auch markieren. Dies wird durch ein Kreuzchen (×) dargestellt. Seit Picross S7 können die Spiele auch über den Touchscreen der Nintendo Switch gespielt werden.
Neben diesen auf Nonogrammen basierenden „Picross“-Rätseln gibt es in den Spielen der Picross-S-Reihe weitere Modi. In „Mega-Picross“-Rätseln werden einige Zeilen und Spalten zu Doppelzeilen und Doppelspalten zusammengefasst, sodass die Zahlenreihe „9“ in diesem Fall bedeutet, dass die neun zusammenhängenden Kästchen auf beide Zeilen oder Spalten verteilt sind. In Picross S2 wurden „Clip-Picross“-Rätsel eingeführt. Diese sind Teil eines größeren Bilds. Durch Lösen eines Clip Picross wird das entsprechende Teil des Bilds eingefärbt. Die Clip Picross müssen durch Durchspielen der Picross erst freigeschaltet werden. In Picross S3 wurden „Color-Picross“-Rätsel eingeführt. In diesen geben die Zahlenreihen neben der Verteilung der eingefärbten Kästchen an, in welcher Farbe die Kästchen eingefärbt werden sollen. So gibt die Zahlenreihe „3 2“ an, dass es in der Zeile bzw. Spalte eine Gruppe von drei zusammenhängenden grünen Kästchen gefolgt von einer Gruppe von zwei zusammenhängenden lila Kästchen gibt. Ein Color Picross besteht aus bis zu vier verschiedenen Farben. In Picross S4 wurden mit den „Extra-Picross“-Rätseln der bisher letzte neue Modus eingeführt. Extra Picross sind Picross auf einem besonders großen Gitter (bis zu einem 30-×-40-Gitter).
Alle Rätsel sind auch in einem Koop-Modus spielbar. Zunächst war dieser Modus auf zwei Spieler beschränkt, seit Picross S8 können bis zu vier Spieler gemeinsam spielen.

## Spiele

### Picross S – S3
Das erste Spiel der Reihe Picross S erschien am 28. September 2017 weltweit für die Nintendo Switch. Dessen Nachfolger Picross S2 und Picross S3 sind jeweils am 2. August 2018 und am 25. April 2019 weltweit für die Nintendo Switch erschienen. Während Picross S nur Picross- und Mega-Picross-Rätsel enthält, wurden in Picross S2 Clip-Picross- und in Picross S3 Color-Picross-Rätsel eingeführt. Insgesamt enthält Picross S 300 Rätsel (je 150 Picross und Mega Picross), Picross S2 420 Rätsel (je 150 Picross und Mega Picross, 120 Clip Picross) und Picross S3 480 Rätsel (je 150 Picross, Mega Picross und Clip Picross, 30 Color Picross).

### Picross S4 – S6
Picross S4, Picross S5 und Picross S6 erschienen jeweils am 23. April 2020, am 26. November 2020 und am 22. April 2021 weltweit für die Nintendo Switch. In Picross S4 wurden mit den Extra-Picross-Rätseln der bisher letzte neue Modus eingeführt. Alle Spiele enthalten 485 Rätsel, je 150 Picross, Mega Picross und Clip Picross, 30 Color Picross und 5 Extra Picross. Drei der Extra Picross werden erst durch Besitz von Picross S, Picross S2 und Picross S3 freigeschaltet.

### Picross S7 – S9
Picross S7, Picross S8 und Picross S9 erschienen jeweils am 27. Dezember 2021, am 29. September 2022 und am 27. April 2023 weltweit für die Nintendo Switch. Picross S7 fügte die Option hinzu, über den Touchscreen der Nintendo Switch zu spielen, während Picross S8 den Koop-Modus auf vier Spieler erweiterte. In Picross S9 wurde die Option hinzugefügt, seine Markierungen schrittweise rückgängig zu machen, um Fehler leichter zu entdecken. Durch Updates wurden diese Optionen auch den Vorgängern hinzugefügt. Alle Spiele enthalten wieder 485 Rätsel in derselben Verteilung wie bei deren Vorgängern. Dieses Mal werden drei der Extra Picross durch Besitz von Picross S4, Picross S5 und Picross S6 freigeschaltet.

### Ableger
Zusätzlich zu den Spielen der Picross-S-Hauptreihe sind mehrere Ableger der Reihe unter anderem als Crossover mit anderen Medienfranchises erschienen. Als Crossover mit der Kemono-Friends-Computerspielreihe ist Kemono Friends Picross am 4. Oktober 2018 weltweit für die Nintendo Switch erschienen. Ein zweiter Ableger erschien weltweit am 25. Juli 2019 mit Picross Lord of the Nazarick. Das Spiel ist ein Crossover mit der Light-Novel-Reihe Overlord. Am 5. August 2021 wurde ein dritter Ableger Picross S: Mega Drive & Master System Edition veröffentlicht, ein Crossover mit Franchises des japanischen Computerspielunternehmen Sega. Der vierte Ableger Picross X: Picbits vs Uzboross ist kein Crossover, sondern befasst sich mit 5-×-5-Nonogrammen. Unter anderem müssen diese innerhalb eines Zeitlimits gelöst werden oder die Reihen oder Spalten dürfen nur in einer bestimmten Reihenfolge markiert werden. Das Spiel erschien in Japan am 4. August 2022 und am 19. Dezember 2022 in Nordamerika und Europa. Am 29. Februar 2024 veröffentlichte Jupiter mit Picross S+ eine Neuauflage der neun Spiele der Picross-e-Reihe.

## Rezeption
| Spiel      | Metacritic | OpenCritic |
| ---------- | ---------- | ---------- |
| Picross S  | 67/100     | 65/100     |
| Picross S2 | 73/100     | 69/100     |
| Picross S3 | 78/100     | 76/100     |
| Picross S4 | 77/100     | 77/100     |
| Picross S5 | 71/100     | 71/100     |
| Picross S6 | 77/100     | 77/100     |
| Picross S7 | 80/100     | 78/100     |

Die Spiele der Picross-S-Reihe erhielten größtenteils gemischte bis positive Wertungen. Auf dem Review-Aggregator Metacritic erhielten die Spiele Metascores zwischen 67 (für Picross S) und 80 (für Picross S7) aus 100 möglichen Punkten. Gelobt wurde bei allen Spielen die große Anzahl an Rätseln und die entspannende Natur der Spiele. Kritisiert wurde insbesondere bei den ersten Spielen der Reihe, dass die Vielzahl an Spielmodi der Picross-e-Reihe nicht in den Picross-S-Spielen auftauchen würde. In späteren Spielen der Reihe wurden diese aber in Form von Clip-Picross-Rätseln und weiteren Modi wiedereingeführt.
Zu den Picross-S-Spielen sind keine Verkaufszahlen bekannt. Zumindest gab Jupiters managing director Norichika Meguro im Juli 2023 bekannt, dass die Picross-S-Reihe sich in den USA besser verkaufe als in Europa. Bei Jupiters vorherigen Picross-Reihen sei es andersherum gewesen.